# マイケル・ジャクソン裁判

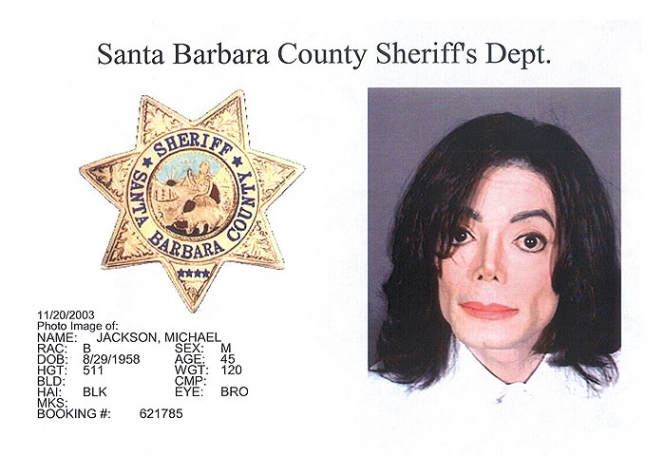
逮捕時のマグショット（2003年）

マイケル・ジャクソン裁判（マイケル・ジャクソンさいばん）とは、マイケル・ジャクソンが少年に対し児童性的虐待を行ったとして逮捕され、、2005年に発生した裁判である。
裁判の結果、すべての訴えに関しマイケル・ジャクソンは無罪となった。

## 経緯

### 番組の放映
この事件は2003年2月3日、英国で放映されたテレビ番組「Living with Michael jackson（邦題：マイケル・ジャクソンの真実 〜緊急独占放送 密着240日〜）」において、英国人記者のマーティン・バシールによる8ヵ月密着取材放送で、ジャクソンに寄り添うヒスパニック系の少年ギャヴィン・ヴェンチュラ=アルヴィーゾウ（Gavin Ventura-Arvizo, 1989年12月 - ）が映っていたことに端を発した。
この少年は癌にかかり腫瘍を除去する手術で腎臓と脾臓、副腎を失ったが、結果的に完治した少年であった。彼は自分の中学校のクラスにおいてしばしば無作法にふるまったことを認め、そしてしばしば宿題をすることができなかった事を認めた。2000年に彼は癌と診断されており、2000年以降は両親が離婚するなど様々な困難にぶつかった。2005年2月までは、公式には法廷およびマスメディアでは「ジョン・ドウ」（「名無し」を表す仮名）として報告されたが、彼のフルネームはインターネットの至るところで既出となっていた。
ギャヴィンが後に言うには、彼はそれが世界中で放送されるということを認識していなかったという。この放映の後に彼は友人らからからかわれていた。彼の母は「自分の息子をフィルムに映す事をバシールに許可を与えていなかった、そして放映までそれに気づいていなかった」と主張した。ドキュメンタリーにおいてはマコーレー・カルキンを含む多くの少年がジャクソンのベッドにおいて眠ったとされた。だが、この件に関しては犯罪ではなかったと考えられている。
このことに関してジャクソンは、「子供たちが一緒に寝たがる。僕が部屋に招き入れたわけではなく、子供たちが『今夜ここで寝てもいい?』って聞いてくるんだ。僕は『親の承諾があるならいいよ』って」「たくさんの子供たちとは寝たことはあるけど、一人の子供と同じベッドに寝たことはないよ。皆さんは“ベッド”って言うときすぐに性的なことを考えるけど、そうじゃない。子供たちを優しく包んであげて、音楽をかけて、お話を読んであげたりする。暖炉に火をつけて、温かいミルクをあげたり、クッキーをあげたり、子供にはとても楽しいことなんだ。」と述べる。
このドキュメンタリーがイギリスで放映された後、フロリダに滞在していたジャクソンは、ギャヴィンの母にフロリダに来て息子に会うよう要請した。想定上は記者会見のためであった。母は家族全員が行くという条件を用意した。ジャクソンはそれに同意し、家族は自家用機でジャクソンの下に飛んだ。だが記者会見は行われなかった。この3日間の訪問の間に、問題のドキュメンタリーは米国で放映された。そのため家族は「ジャクソンが彼らに番組を見ないよう圧力をかけた」と主張した。
ギャヴィンと彼の家族が帰宅したとき、ジャクソンは飛行機にいた。ジャクソンは母親に民間航空便を使うように要請していた。しかし母親はジャクソンが同じ飛行機にいると主張した。家族はジャクソンがギャヴィンにアルコールを与えたと主張した。彼らがカリフォルニアに戻った後、その一家は2月7日～11日まで再びネバーランドに留まった。母親はこの最中に「監禁されていた」と主張した。
アメリカにおける放送を見た学校関係者を名乗る精神科医がこの件を通報した。通報した理由は「いい大人が子供と一緒に遊んでいるのはおかしいのではないか」というものであった。ロサンゼルス福祉局員はその通報をもとに2月14日から27日まで少年と家族を聴取した。ところが彼らは当初はジャクソンは犯罪を犯していないと述べており、むしろジャクソンに対して好意的な証言が多かった。母親は「息子はマイケルと同じ部屋で寝たがベッドを共にはせず、マイケルは床で寝ていた」と証言していた。これらの証言の記録ビデオは後に「テープ818」と言われた。この証言があったため、3月にはSB郡保安官らは「犯罪性なし」として捜査を打ち切った。

### 少年の家族の旅行
ジャクソンにより、家族の保護のためということで、ブラジルへの家族の旅行が計画され準備された。これは、バシールのドキュメンタリーの結果である。これらの計画は告発人の主張において役割を果たす。目撃者によれば、この旅行は家族に対して放映に関係した殺人の脅迫を示した。
インタビューの後は、子供たちはネバーランドに戻り、そして1日後に母も同様に来た。だが母親によれば自分は実際には行くことを望んでいなかった。2月25日から3月にかけ、家族及びいくらかのジャクソンの側近は、カリフォルニアのホテルに滞在した。そして彼らはブラジルへの旅行の準備のため買い物に行った。
その後、彼らは再びネバーランドに滞在した。3月10日に健康診断のため、母及び告訴人は、告訴人の尿サンプルのため病院に行った。これは、告訴人のアルコール検出を防止するためにジャクソンの部下によってこぼされたと主張された。その後、告訴人はネバーランドに戻った。一方、母は彼女の婚約者と滞在しに行った。
その後、家族は心理学者であるスタン・カッツのもとに送られた。このスタン・カッツという人物は、かつて悪名高いマクマーティン保育園裁判で児童の精神鑑定を行った「Children's Institute International」というロサンゼルスにある無認可の児童精神福祉施設の組織にいた人物の一人である。この事件では告発で多くの職員が大量起訴されたが全員無罪となるという事態が起こり、「悪魔崇拝者らの儀式的虐待が多く行われている」というデマを大衆に流し、その結果保育園などでの性的虐待の可能性に対する社会的恐怖を引き起こしたとしてしばしば話題にされる事件である。そしてその結果、告訴人の弟は「ジャクソンと告訴人が性関係を持っているのを目撃した」と彼に告げた。

### 逮捕から起訴まで
2003年6月には、サンタバーバラ郡保安官が調査を始めた。2003年7月、保安官らは最初に家族に聞き込みを行った。2003年11月18日に、サンタバーバラ郡シェリフは70人を超える調査者による家宅捜索を実施した。同じ日に私立探偵事務所を強制捜索した。この数時間前に「Number Ones」がリリースされた。
2003年11月20日、証拠不十分のまま、その少年に対する性的虐待等の容疑でジャクソンを逮捕した。マイケル・ジャクソンの警察写真は、2003年11月20日に映された。ジャクソンは300万ドルで保釈された。この時、ジャクソンの身長体重は178センチメートル(5'11")、56kg(120ポンド)であった。
逮捕される前日の11月17日にカリフォルニア州知事が共和党のアーノルド・シュワルツェネッガーに変わったばかりであったため、一部ではジョージ・ウォーカー・ブッシュ大統領がイラク戦争に対する批判を逸らすため工作を行ったのではないかという噂も出る。その当の知事は同月声明を発表。「あの検察官（トム・スネドン）は10年前の借りを返したがっているように思えるね。検察は適切に動いているかどうかも疑問だ」とした。
ジャクソンは12月25日、子供を傷つけるくらいならリストカットをすると述べた。また、2003年12月28日にCBSで放送されたインタビューの中で「警察から手荒な扱いを受けた」と公表したが、SB郡保安官事務所は「そのような事実はない。ジャクソン氏は自らの信用を著しく傷つけている」として、ビデオや録音テープを使って反論。しかしジャクソンの弁護人マーク・ゲラゴス (Mark Geragos) や家族は映像がカットされすぎているとしてさらにこれに反論した。
ジャクソンは、2004年1月16日、サンタマリアの法廷で尋問される。ジャクソンは、20分遅れて現れ、無罪を主張した。2004年2月13日、状況証拠のみながら検察官から400ページにわたる証拠文章が提出される。

### 起訴から裁判まで
2004年4月21日、ジャクソンは起訴される。証拠は2004年5月28日のヒアリングで審理された。ジャクソンの弁護団のメンバーは当初何度か変わったが、トーマス・メゼロウが2004年4月に引き受けることが決まった後は、彼が中心となり結審まで弁護を牽引することになる。メゼロウは刑事事件専門の弁護士であり、「マイケルの裁判に『人種カード (en:Race card) 』は使用しない」と明言し裁判に挑んだ。
2004年7月28日に、裁判官メルビルは裁判の遅延を与えた。2004年12月3日にネバーランドで再捜索された。その月にジャクソンのDNAは採取された。だが証拠は見つからず、検察側は捜査令状を発行し続け、令状の数は120を突破した。
状況証拠の一つとして「異性愛のポルノ雑誌に指紋が付いている」というものがあった。だがジャクソンの指紋が付いたものが100の雑誌中12であったのに対し、少年の指紋が付いているのはそのうち1つの雑誌であり、また同一のページではなかった（54ページと93ページ）。さらにその証拠は家宅捜索から1年以上経って提出されたものであり、後に指紋を取り違えていたことも明らかとなった。
日本では裁判中からマスコミによる憶測報道が繰り返され、その結果、まるで彼がもはや有罪であるかのような憶測が広がった。まだ判決が出ていないにもかかわらず、読売新聞は「アメリカの性犯罪情報公開の記事」と題した記事にジャクソンの写真を載せたこともあった。またNHKの視聴者参加型の2時間洋楽専門番組では、ジャクソンのNo.1ヒット曲には投票できないようにされていた。

### 検察側の主張
カリフォルニア州の州法では懲役を単純に足していく「併科主義」のため、ジャクソンが有罪になった場合、最大で懲役80年以上の判決が出る可能性もあった。現地時間2005年1月31日に初公判は行われた。
検察側の主張では、「マイケル・ジャクソンの真実」が放映された後に、ジャクソン被告がパニックを起こして少年達を誘拐したとされた。自家用ジェット機により誘拐されたと主張したが、弁護側は有名人の知人らと会うためなどの目的で買ったものと述べた。70人を動員して行った家宅捜索ではポルノ雑誌などが発見されたが、違法なものは出てこなかった。
検察は、ジャクソン被告が1年に1100万～1200万ドルを稼ぐ間に、1999年から2001年まで1年に3500万ドルを使っており、その結果破産の瀬戸際に臨んでいると主張した。検察側は、その行為の具体的な様子や、少年ポルノ雑誌やウェブサイトを見せ、少年にアルコールを与え、自分のことを「ダディ」と呼ばせていたなどと主張した。
1993年と2003年の性的虐待の裁判を担当したトム・スネドン検事について、ジャクソンは1995年発表の「HIStory」の「D.S.」で批判している。スネドン検事は「絶対の自信」を持っていると主張しており、探偵事務所への不法な家宅捜査を行ったとして弁護側に質問された時には「イエスともノーとも答えられない」と発言した。スネドン検事は裁判中にオーストラリアに行っていたが、本人は調査のためと語った。日本のマスメディアでは、ジャクソンに続きスネドン検事も批判された。

### 少年の母親の主張
裁判では、ジャクソン側の主張が証明される証拠が多く挙げられた。検察側の証拠は情況証拠だけであり信憑性が薄かった。
法廷において、母親には感情的な行動が多く見られ反抗的な態度も問題となった。「ジャクソン被告とその部下に誘拐された」との証言について問われ、「無理矢理閉じ込められたと感じたか」と質問されたとき母親は「そうは思わなかった。けど後でそう思った」と証言した。また「強要されたと感じたか」と2回追及された際には、「どういうことですか?」としか言わない母親に対し、弁護団は「強要がどういう意味だか分かりますか?」と言ったところ「分かりません!」と言うこともあった。
マイク・ラダコビッチの証言により、母親が「ジャクソンの監禁下にあった」と主張している間に、ジャクソンの会計で7000ドルを浪費していた事実が明るみとなり、さらに大手百貨店「J.C.ペニー」からの示談金32308ドルが母親の口座に、25000ドルが少年、5000ドルが弟に振り込まれていたことが明らかとなった。オーストラリアの『Undercover』」誌によれば、母親は年間8万ドルの福祉支給金詐取を行っていたとも報じられていた。
また2005年4月15日には、「誘拐され監禁されていた」と証言していたネバーランドからの「脱出日」であるとされる2003年2月11日に、140$（レシートが存在していた）で全身のワックスを塗っていた事が議論となる。これに対し母親は「全身のワックスを塗ったのではなく足のワックスを塗った」と反論した。だが同年5月16日にキャロル・マッコイの目撃証言により、それが全身のワックスであった事が確認された。

### 少年らの証言
少年は番組放映後にジャクソンは何もしていないと警察に証言していた。番組放映後の警察などの厳重な監視下にあったはずの期間に虐待されたと少年は法廷で主張していた。しかし、その後も少年は教師に対してジャクソンには何もされていないと答えていた事が発覚。ギャヴィンはこれに対し嘲られると思ったためと回答した。
少年の弟も自らの証言の偽証を認めざるを得なかった。弟は兄がジャクソンに性的行為をされたところを見たと述べたが、当然鳴るはずの警報装置は鳴らなかったのかと言われ、弟は鳴ったと言った。このとき弟は「ではなぜマイケルは気づかなかったのか」と問われ答えに窮した。
ギャヴィンの話が「少量のアルコールを飲まされた事がある」から「毎日飲みつぶれるまでアルコールを飲まされた」に飛躍したため、ジャクソン被告の弁護人メゼロウは激しく非難。また、ジャクソンが少年と家族をネバーランドに長期滞在させ、少年の癌治療の為に、治療費及び生活費の無償提供、少年に必要な輸血血液確保の為のキャンペーンを行った事などには一切触れず「マイケルは何もしてくれなかった。他の有名人はもっと色んな物を買ってくれた。」などとも証言した。少年の証言は変わり続けその回数は裁判後でも10度以上に上った。少年は検事スネドンの質問にさえまともに答えようとしない事もあった。
ギャヴィンと弟は裸のジャクソン被告を見たと両方が証言したが、その内容は異なっていた。弟は裸のジャクソン被告がペニスを勃起させていたと証言していたが、ギャヴィンはそれに対しては単にバスルームから上下に上り下りしていたと証言した。ギャヴィンはトーマス・メゼロウが「マイケル・ジャクソンの裸を見ましたか？」と聞かれた際には「思い出せません」と答えた時もある。彼は両親に虐待されたという訴えもしていた。
ギャヴィンはジャクソン被告の身体的特徴を証言した。だが、その証言は1993年と同じであった。なお、ジャクソン被告は十年も経っているため身体的特徴は同じではない。
兄弟は非行での退学歴を有しており、少年はヤフーのポルノサイトにも出入りしていた。ジャクソン被告の甥や姪が証言した事には、彼らはワインを盗み、ジャクソン被告の不在時にポルノムービーを見て、自慰をしていたという。

### 過去の疑惑の証言
過去の事件（1993年）に関し次々と証人は呼ばれたが信憑性が疑われた。その大前提は、それならばなぜ検察は当時何もしなかったのかということである。ウェイド・ロブソン、ブレッド・バーンズなどジャクソンと仲の良かった元少年達はジャクソンの無実を訴えた。ジョーディ・チャンドラー（1993年の原告少年）など、いくらかの少年は国を離れ証言を拒んだ。
ジャクソン二番目の妻、デビー・ロウはデビー・ロウ・ジャクソンと名乗り検察側の証人として出廷。検察は彼女に「裏切られたマイケル・ジャクソン」がシナリオによるものであり信憑性がないという証言を期待したがロウははっきりとシナリオはないと証言した。ジャクソンの為に弁護士を同席させ、無償で9時間にも及ぶインタビューに答えた。インタビューは心躍る体験で楽しかった。また自分を今もジャクソンの家族と言ったのは嘘であり出演したのはジャクソンと新たな関係を作りたかったからだと証言しながらも、検察側に協力しジャクソンの側近たちに電話をし、それを録音する等した事実も認めた。ジャクソンは時に感情を高ぶらせて証言するデビーを見ることも無く、終始無関心だった。
「ホーム・アローン」（1990年）の主演で知られるジャクソンの親友マコーレー・カルキンが、ジャクソン被告にズボンに手を入れられ、いたずらをされるのを見たという元調理師がいた。2005年5月にマコーレーが呼ばれ否定した。カルキンは「同じベッドに寝ただけだ。性的な事は一切ない」と証言している。彼は検察を「完全に馬鹿げている（absolutely ridiculous）」と述べた。
なお、カルキン一家はマコーレーがあまりに売れすぎたため家庭崩壊してしまっており、その精神的苦痛からマコーレーは現在は薬物中毒の話もある状態になっている。当時、ジャクソンは「ネバーランドに住まないか」とも提案したが、家族が「何を言うの!」と拒んでいた。彼は弁護側に協力し弁護側証人として出廷し、検察側反対尋問への受け応えは完璧と言われた。
検察側はこの後、整形しているかとかウィッグを付けてるかとかいうことを質問した。ジャクソンの証言能力についてというのが一応の前提であるが、全く関係ない事を聞いていた。さらに「マイケル・ジャクソンの真実」の未放映部分Take2も弁護側によって公開された。ここでは問題のインタビュアー、バシールまでもがジャクソンの事を褒め称えていた。
このようなことが明らかになるにつれ米メディアは5月に一斉に「マイケル無罪の公算が大きい」と報道しだした。

### 少年の母親について
少年の母親は過去にも別の人間に対しても同じような訴えを起こしており、その犯行パターンがプロファイルされていた。訴えた少年の母親は、子供の癌を理由にテレビ司会者のジェイ・レノやコメディアンのジョージ・ロペスなどの有名人に接触し、治療費として貰った金で高級車を買い、全身エステに通っていた。
ジェイ・レノによるジャクソンの揶揄は有名で、彼の事を話の種にしていた。3月7日月曜日放送の番組では、「マイケル・ジャクソンとマーサ・スチュワートの電話での会話『マイケルは白人の女性が牢獄ではどんな風に生活しているのか知りたがっていた』」というギャグを述べていた。
しかし5月24日に出廷し、最終的には金銭を要求されることはなかったものの、「5年前（2000年）に少年の家族に付きまとわれそうになっていた時期があった」と証言し、メディアから「爆弾（Bombs）」と報道された。
また、家族はクリス・タッカーに接触し1万4千ドルのトラックを買い与えられていた。その経験のあるクリスは『あの家族は危険だから気をつけろ』と忠告をしていた。だが、ジャクソンは彼らを物心両面でサポートし続けていた。このクリス・タッカーの5月25日の証言をメディアは「非常に強力な証言（very strong testimony）」と報道した。
最終的に少年達に酒を飲ませたという罪に問えるかが争われた。

### 裁判終盤
裁判終盤にはジャクソンは病院通いが続く。2005年2月15日には郡地裁で陪審員を選任する手続きが行われようとしていたが、ジャクソンが入院したため延期された。2005年3月10日には、背中の痛みで病院で手当て中で裁判に出廷しなかった際、裁判長は逮捕状を用意し「1時間以内に出廷しなければ逮捕状を執行し、300万ドルの保釈金も没収する」と宣言するという事もあった。そのためジャクソンは背中の痛みをおしてパジャマ姿で出廷した。56キロあった体重が40キロまで落ちたという話もあり、父ジョーの支えがなければ歩けない様子も報道された。映像では髪は乱れ足取りもふらつき、顔はやつれていた。判決直前は背中の痛みを訴えて病院に通い、6月7日には集中治療室に入った。
同性愛者や少年愛者の問題、人種差別問題なども関連して過熱を極め、アメリカも裁判の様子を連日放送した。人々の間では「マイケルは無実だ。幼児性愛者でもなんでもない」「ある程度はそうかも知れないが有罪にするほどのことはやっていない」「マイケルは検察側の言うとおり変態だ。支持する奴も変人だ」など様々な意見が出され、世界中で大きな話題となった裁判の結末に注目が集まった。
判決直前には連日、早朝から約2000人の取材陣と約100人のファンが地裁前に集まり、ファンからは「イノセント（無罪）!」のコールが飛び交っていた。ジャクソンに有罪評決が下った場合にファンが暴徒化する可能性もあったため、警察官約700人をすぐに展開できるように準備もしていた。

### 陪審の審議が続く
陪審員12人の人種構成は、白人7人、ヒスパニック系4人、アジア系1人で、アフリカ系アメリカ人の陪審員は存在しなかった。ジャクソンが黒人であること、訴えた一家がヒスパニック系であることを考えても、圧倒的にジャクソンは不利な状態であった。陪審員の中でも12名のうち2名ほどが、何があっても有罪に投票するための「ステルス陪審員」だという観測が多くあった。陪審団は243の資格者から選択された。4人の男性及び8人の女性に関し、20～79歳までの年齢において選ばれた。
このような状況下で陪審団判決審議は7日間に及んだ。最終的に陪審団の投票は一度での無記名投票で行われ、全員一致で評決が出された。2005年6月13日12時30分過ぎに急に法廷関係者の動きが慌しくなり、メディアコーディネイターを務める法廷関係者男性が「“グリーンモンスター”（通常のメディアへの会見の場であるテントの通称）に集まれ！」と大声で指示を出した。傍聴できないファンは法廷入り口近くに集まった。地元住民もテレビの速報を聞き多数の群集が集まった。ジャクソンのSUVの動向を空からTV中継しているヘリコプターは上空で待機した。法廷入り口前のミラー通りは白バイに乗った10人近くの警官により強制的に閉鎖された。

### 判決
2時00分に陪審団が入廷する際、陪審団の中の幾人かが被告に微笑みかけた。このため、有罪の場合は被告を一切無視して見ない傾向が強いという今までの通例を知るファンたちは一瞬心が凍るような思いをした。最後に裁判長メルビルが入廷し、「判決に際し、感情的に不適切な言動を行った者は法廷より即強制退去させる。ここは法の場であり、すべては法の威厳を持って対処される」と警告した上で、陪審団から手渡された10件の容疑に対する判決が記入された10枚の封筒を1枚ごとに封を切った。
現地時間2005年6月13日午後2時15分、児童誘拐・監禁・恐喝を犯すための陰謀容疑1件、児童に対する猥褻行為容疑4件、児童に対する猥褻行為を試みようとした容疑1件、重罪を犯すことを援助するために酒を飲ませた容疑4件に関し、女性秘書は判決を読み上げ始めた。
1. 児童誘拐、監禁、恐喝を犯すための陰謀容疑 - 無罪
2. 児童に対する猥褻行為容疑 - 無罪
3. 児童に対する猥褻行為容疑 - 無罪
4. 児童に対する猥褻行為容疑 - 無罪
5. 児童に対する猥褻行為容疑 - 無罪
6. 児童に対する猥褻行為を試みようとした容疑 - 無罪
7. 重罪を犯すことを援助するために酒を飲ませた容疑 - 無罪
8. 重罪を犯すことを援助するために酒を飲ませた容疑 - 無罪
9. 重罪を犯すことを援助するために酒を飲ませた容疑 - 無罪
10. 重罪を犯すことを援助するために酒を飲ませた容疑 - 無罪

最後にメルビルはジャクソンに視線を向け、「ジャクソン氏。あなたは保釈から解放され、自由の身となりました」と告げた。
裁判はすべての容疑に対し無罪判決が言い渡されるという形で幕を下ろした。
トーマス・メゼロウは「真実はもたらされた。マイケルは無罪だった。初めからそうだった。（Justice was served. Michael Jackson is innocent.）」と勝利宣言を出した。ジャクソンが群集の前に姿を現すと凄まじい歓声がわきあがり、たくさんの白い風船や白い鳩が空に放たれた。

### 裁判の影響
無罪判決の翌日、ジャクソンの弁護士メゼロウはAP通信の取材に応じ「冤罪を着せられる可能性があるため、マイケルは子供達と寝室を共にすることはなくなるだろう」と述べた。
ジャクソンの子供好きに性的な意味合いがあるかとも問われたが、彼の母親によればジャクソンが10代の頃、夜中にテレビで世界各地の恵まれない子供たちの映像を見た際、目に涙を浮かべ「いつか僕はこの問題に立ち向かう」と話したという。これについて検察側のスタン・カッツ医師（1993年と2003年の嫌疑を担当）は「ジャクソン氏は小児性愛者でも何でもない」と述べた。
その後、2人の有罪評決派がCNNのトーク番組「ラリー・キング・ライブ」に出演した。この番組では「多分（性的虐待を）している」「何もなかったとは思えない」という話が出たが、これらは有罪派であったと言われる人物の話である。またこのうち1人の男性陪審員は無罪に同意して無罪判決を出したにもかかわらず、裁判後「あれは脅されて同意したのだ」と主張した人物であったが、他の陪審員はこのことを否定している。さらに彼は暴露本を出すと言い出したが、本の内容が『ヴァニティ・フェア』誌に掲載されると、2005年9月に利用された精神的苦痛を理由として出版社を訴えている。
シカゴ陪審制研究プロジェクトの調査結果によると、255の陪審裁判のうち、最初の無記名投票で陪審が全員一致で有罪としたのが約2割、無罪は約1割である。また同調査では最初の投票における多数意見が最終評決の95%であることも判明しており、判決は全員一致が原則とはいえ多数決の原理をほぼ満たしている。トム・スネドンは不本意であっても1回も陪審に異議を唱えたことはない。
裁判中に検察側の証人として出廷したネバーランドの元従業員でジャクソンの寝室を担当していた人物は、勤務中にジャクソンの私物を盗んで高額で転売し、タブロイド紙と契約して多額の報酬を得ていたことも露見した。またある元従業員は人員の配置に不満を持ち自ら退職したにもかかわらず、精神的苦痛を受けたとして損害賠償を求める裁判を起こしている。ジャクソンは自宅ネバーランドにおいても犯罪被害に遭い、なおかつプライバシーを保つことが困難であった。複数のネバーランドの元従業員が検察側証人として出廷したが、ほとんどの元従業員が直接ジャクソンと会ったことがなく、20年間勤務していた元従業員ですらジャクソンと直接会ったり話したことがなかったにもかかわらず、ジャクソンに対して何かしらの訴訟を起こしていることなどが明らかとなった。
裁判を通じてジャクソンの資産を不当に搾取しようとしている人物の多さが露見し、そのことはマスコミにも知られていたが、ジャクソンが受けている被害を報道するマスコミは皆無であった。

### 裁判のその後
2005年8月23日、当局は原告少年の母親を福祉詐欺で起訴、経済状態を偽って1万9000ドルの生活保護手当をだまし取ったとして、詐欺罪に問う。ジャクソンの裁判で母親が無一文と主張している期間に、15万ドルを受け取っていた証拠が出てきていた。
この裁判は2005年10月28日に公開ヒアリングが行われ、彼女は自らにかけられたこの疑惑に対し無罪を主張したが、2006年11月13日に福祉詐欺として有罪判決が下った。判決により、8600ドル（約100万円）以上の支払い及び150時間の地域奉仕活動が母親に命じられた。
ジャクソンは2003年11月、ラスベガスからの航空機内で彼と彼の弁護士マーク・ゲラゴスの会話を盗撮した者に対しても告訴した。2006年7月25日、録音者は刑務所8か月の刑を宣告された。彼は航空会社XtraJetに保守サービス員として勤務中、機内に2つのデジタルビデオレコーダーを取り付けて会話を録画した。刑務所の8か月と1000ドルの罰金、薬剤およびアルコールのためのリハビリテーションの6か月を過ごすように命令された。2007年1月23日、ゲラゴス側からもこの件が提訴された。